# Valea Lupului
Valea Lupului é uma comuna romena localizada no distrito de Iaşi, na região de Moldávia. A comuna possui uma área de 10.63 km² e sua população era de 3859 habitantes segundo o censo de 2007.